# Suprême NTM
Suprême NTM är en fransk hiphopgrupp som består av medlemmarna Bruno Lopes (Kool Shen) och Didier Morville (Joey Starr). Gruppen bildades 1989, men allting började redan 1983 när Kool Shen & Didier Morville tittade på amerikanska hiphop-break-dansare i Paris. De lärde sig senare att dansa och hittade sin stil. De började sen med graffiti. 1989 var första gången de hördes i radio.

## Diskografi
- 1991 : Authentik
- 1993 : 1993… J'Appuie Sur La Gâchette
- 1995 : Paris Sous Les Bombes
- 1998 : Suprême NTM
- 2000 : Live (1991-1998)
- 2001 : NTM Le Clash - BOSS Vs IV My People
- 2007 : Supreme NTM - Best Of 2007